# 쿨라판

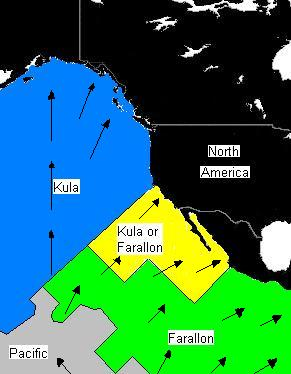
7400만년 전부터 6400만년 전까지 판의 분포. 파란색이 쿨라(Kula) 판.

쿨라 판(Kula Plate)은 알류샨 열도에 속한 니어 제도 남쪽의 판이다. 알류샨 해구에서 북아메리카 판 밑으로 섭입하며 태평양 판에 둘러싸여 있다. 베링해 남부에 쿨라 판 일부가 존재한다.

## 지질학적 역사
쿨라 판은 백악기 후기에 북아메리카의 태평양 북서부 일대에서 섭입하여 워싱턴주 북부에서 유콘 준주 남부에 이르는 화산호(volcanic arc)를 형성하였다.
북쪽의 쿨라 판, 서쪽의 태평양 판, 동쪽의 패럴론 판 사이에는 삼중합점이 존재했다. 쿨라 판은 북아메리카 판 밑으로 급한 각도로 섭입하면서 캐나다 일대의 로키 산맥에서 조산 운동보다는 퇴적암층의 습곡을 크게 발달시켰다. 이는 미국의 로키 산맥에서 패럴론 판이 얕은 각도로 섭입하여 격렬한 조산 운동이 발생한 것과 비교된다.
5500만년 전, 쿨라 판은 북쪽으로 크게 움직였다. 이와 함께 환태평양의 화산암과 퇴적암이 대륙주변부에 부착되었으며 그 과정에서 현대의 밴쿠버섬이 형성되었다.
4000만년 전, 쿨라 판의 압축력이 멈추었다. 쿨라 판의 존재는 태평양 판의 지구자기역전 무늬가 서쪽으로 굽어있는 점에서 확인할 수 있다.

## 명칭
쿨라(Kula)는 틀링깃 어로 전부 사라졌다는 뜻이다. 하지만 쿨라 판은 완전히 사라지지 않고 일부가 남아있다.

## 쿨라-페럴론 해령
쿨라-패럴론 해령은 중생대 쥬라기에 태평양 한가운데 존재했던, 쿨라판과 패럴론판의 경계이다. 이 해령은 알래스카 밑으로 섭입해 현재는 존재하지 않는다.

## 태평양-쿨라 해령
태평양-쿨라 해령은 신생대 고제3기에 태평양에 존재했던, 동-서 방향의 쿨라판과 태평양판의 경계이다.

## 같이 보기
- 패럴론 판
- 이자나기 판

## 참고
1. ↑  “p. 145” (PDF). 2012년 3월 2일에 원본 문서 (PDF)에서 보존된 문서. 2012년 4월 10일에 확인함.
2. ↑  Signature of remnant slabs in the North Pacific from P-wave tomography